# 天文学史
天文学的历史非常久远，天文学可谓人类历史上古老的一门科学。从最初人类对于星象变化的认识开始，天文学就已经开始萌芽了。人们为了研究和制定各种时间或时令（例如：季节或者历法）而产生了天文学，甚至有一部分是来源于占卜的——许多人以星象来进行占卜，即占星术。
可以说，天文学发展了那么长的时间，研究它的歷史，也是非常有意義的。这也是天文學研究中的一个重要方向。尤其是历史上记录的各种天文现象，更是当今某些天文研究领域的非常重要、非常珍贵的资料。正是由于一直以来不斷的資料及累，才使得後來的天文學有了相當大的發展。因此天文學史也就成了天文學的一个重要分支。
早期的天文學致力於發展在天球上可見的明亮天體的運行規律，特別是太陽、月球、恆星和肉眼可見行星。早期天文學研究的一個例子是太陽在地平線上的出沒在恆星中位置的週年變化，這可以用來建立農業的儀式或日曆。在某些文化中，天文的資料被用於占星學中的預測。
古代的天文學家已經能夠區分恆星和行星，在比較下，恆星經歷世紀的長時間依然是固定不變的，但行星在很短的時間就會移動位置。

## 早期的歷史
早期文化以神話和靈魂標示天體。它們認為這些天體 (和它們的運動)導致的現象包括雨、乾旱、季節和潮汐。一般還相信第一位的專業天文學家是祭司 (例如僧侶)，他們瞭解的天空是神聖的，因此古老的天文學和現在所謂的占星學是聯繫在一起的。古老的結構可能和天文校準有關 (像是巨石陣)，可能完全符合天文學和宗教功能。
世界各地的曆法都是依據太陽和月球 (測量年、月和日)設置的，對農業的節慶非常重要，並給出每年收穫的正確時間。現在最通用的西曆是以羅馬曆為基礎，將一年分為大月31天，小月30天，相互交替的12個月。在西元前46年，凱撒採用起源於西元前4世紀的希臘天文學家卡里普斯所提出一年長度為365 1/4天的曆法改革。

## 美索不達米亞
美索不達米亞的和世界的天文学史始於蘇美爾人，他們在公元前3500-3200年開發了最早的文字體系 - 被稱為楔形文字。 蘇美爾人發展了一種天文學形式，對巴比倫人的複雜天文學產生了重要影響。 在古代美索不達米亞宗教中，天體崇拜(Astrolatry)賦予了行星之神的重要作用，是從蘇美爾人開始的。 他們還使用了一個六十進制（基數為60）的位值計數法系統，它簡化了記錄非常大和非常小的數字的任務。 把圓周劃分為360度，每次60分鐘的現代做法，是蘇美爾人開始的。

## 埃及
埃及天文學始於史前時代。 上埃及納布塔海灘的石圈可以追溯到公元前5千年，這表明即使在史前時期，天文學對古埃及的宗教生活也很重要。 尼羅河每年的洪水意味著日癥日升起，或黎明時分恆星的首次可見出現，對確定何時可能發生這種情況特別感興趣，毫不奇怪，埃及曆法的365天時期已經在埃及歷史之初就被使用了。 埃及人中使用的星座系統似乎也基本上是本地起源的。 考古證據將撒哈拉以南非洲文化中的分形幾何設計與埃及宇宙學標誌聯絡起來。

## 古希腊
活躍於公元前七世紀的赫西俄德則在《工作與時日》中提及了大角星。儘管荷馬和赫西俄德的作品本身並不是科學著作，它們傳達了一種原始的宇宙學——平坦的大地被一條大洋河所包圍。一些恆星會升起和落下（從古希臘人的觀點來看，落下即是消失在海洋中）；而其它恆星則是不落的。根據一年中時候的不同，有些恆星會在日出或日落的時候升起或落下。
公元前五、六世紀的前蘇格拉底哲學中關於宇宙的推測相當普遍。阿那克西曼德（約前 610—前 546）描述了一個懸在宇宙中心、被火圈包圍的圓柱形大地。畢達哥拉斯學派的菲洛勞斯（約前 480—前 405）認為宇宙由恆星、行星、太陽、月亮、大地和對地等十個圍繞一團看不見的中心火焰旋轉的天體組成。這些觀點表明公元前五、六世紀的古希臘人已經認識到行星的存在，並且對宇宙的結構進行了推測。

## 中國
東亞的天文學起源於中國，節氣在戰國時代就已經出現了。中國天文學的知識在東亞散播開來。
天文學在中國有悠久的歷史，從西元前6世紀就有詳細的天文記錄，在17世紀西方天文學和望遠鏡的介入之前，中國天文學家已經紀錄彗星、太阳黑子。中国人很早就能预测月食，但日食并未被精确预测过，明末中国司天监官员与西方传教士的观测日食比赛，以中国失败收场。
大部分早期的中國天文學的目的在維繫時間。中國使用的曆法是陰陽合曆，但是因為太陽和月球的周期不是非常契合，因此經常修訂並改用新的曆法，天文觀測的主要目的也都是為了製曆。而製曆的主要目的则是为了显示皇朝正统，因此，每次改朝换代，中国都会改换曆法。
星占是中國天文學主要的一個部分，中国人认为天象与人间皇朝的国运息息相关，因此，中国司天监對偶然出現在恆星之間的「客星」非常小心和注意。有世界最早的超新星紀錄，在《後漢書》的占星志中有西元185年的超新星記載，創造出蟹狀星雲的超新星也在西元1054年也被中國司天监觀測到，並記錄為一顆「客星」，古老的彗星和超新星等天文事件的記錄，對現代天文學的研究非常有價值。
甘德在西元前4世紀編製了一份的星表。过去认为这是最早的星表，但后来在巴比伦发现了更早的星表——巴比倫星表。
中国古代天文学被皇权垄断，为了防止民众借天象造反，中国一直禁止民众私习天文，如有犯者，罪同造反，将被斩首，这也成为中国天文学落后的一个原因。

## 現代天文學

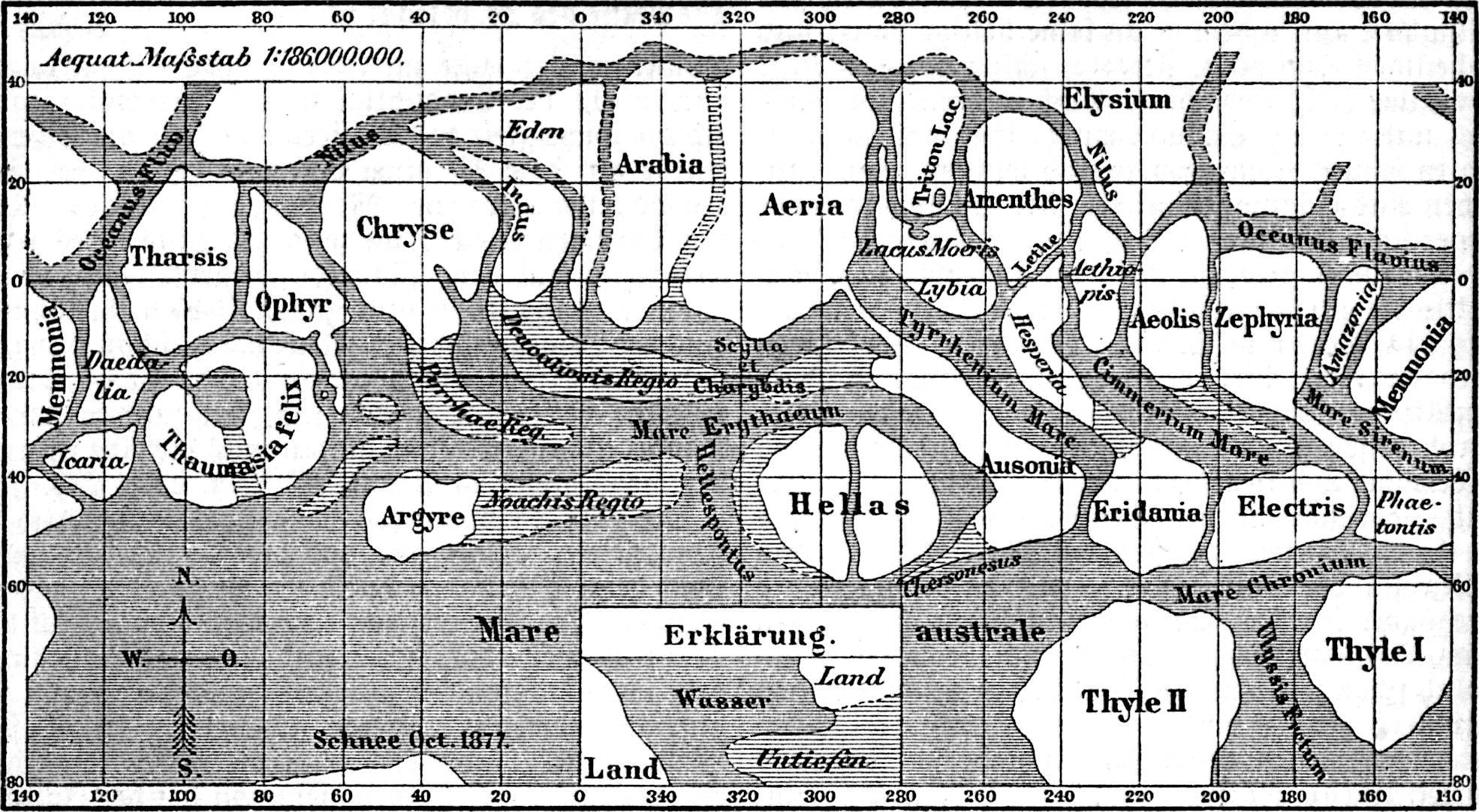
喬凡尼·斯基亞帕雷利所繪之火星地圖。

在攝影技術發明之前，天文資料記錄受到人眼的限制。1840年，化學家約翰·威廉·杜雷伯拍攝了已知最早的月球天文照片。到19世紀末，人們已經製作了數以千計的行星、恆星和星系的照相底片。大多數攝影的量子效率（即捕獲的入射光子較少）低於人眼，但具有積分時間長的優勢（人眼為100毫秒，而照片則需要數小時）。這大大增加了天文學家可用的數據量，從而導致了計算員（著名的哈佛計算員）的興起，用於追蹤和分析數據。
科學家開始發現肉眼看不見的光的形式：X射線、伽馬射線、無線電波、微波、紫外線和紅外線。這對天文學產生了重大影響，催生了紅外線天文學、無線電天文學、X射線天文學以及伽馬射線天文學等領域。隨著光譜學的出現，人們證明其他恆星與太陽相似，但溫度、質量和大小各不相同。
恆星光譜學科學是由約瑟夫·夫朗和斐和安傑洛·塞基開創的。透過將天狼星等恆星的光譜與太陽的光譜進行比較，他們發現它們的吸收線（恆星光譜中的暗線是由大氣對特定頻率的吸收引起的）的強度和數量存在差異。 1865年，塞基開始將恆星依光譜類型分類。1868年8月18日，人們首次觀測到氦的存在，當時在太陽色球光譜中出現了一條波長為587.49奈米的亮黃色譜線。這條線是法國天文學家皮埃爾·朱爾·塞薩爾·讓森在印度的一次日全食期間發現的。
1838年，弗里德里希·威廉·貝塞爾使用視差技術首次直接測量了恆星的距離（天鵝座61，11.4光年）。視差測量顯示天空中恆星之間的巨大距離。在19世紀，雙星的觀測變得越來越重要。1834年，弗里德里希·威廉·貝塞爾觀測到天狼星的自行變化，並推斷出有一顆隱藏的伴星。1899年，愛德華·皮克林觀察到開陽星的光譜線在104天內週期性分裂，發現了第一個光譜雙星。弗里德里希·馮·斯特魯維和舍本·衛斯里·伯納姆等天文學家收集了許多雙星系統的詳細觀測數據，從而可以通過計算軌道元素來確定恆星的質量。1827年，費利克斯·薩瓦里首次解決了透過望遠鏡觀測確定雙星軌道的問題。1847年，瑪麗亞·米切爾用望遠鏡發現了一顆彗星。

## 宇宙學和宇宙的膨脹

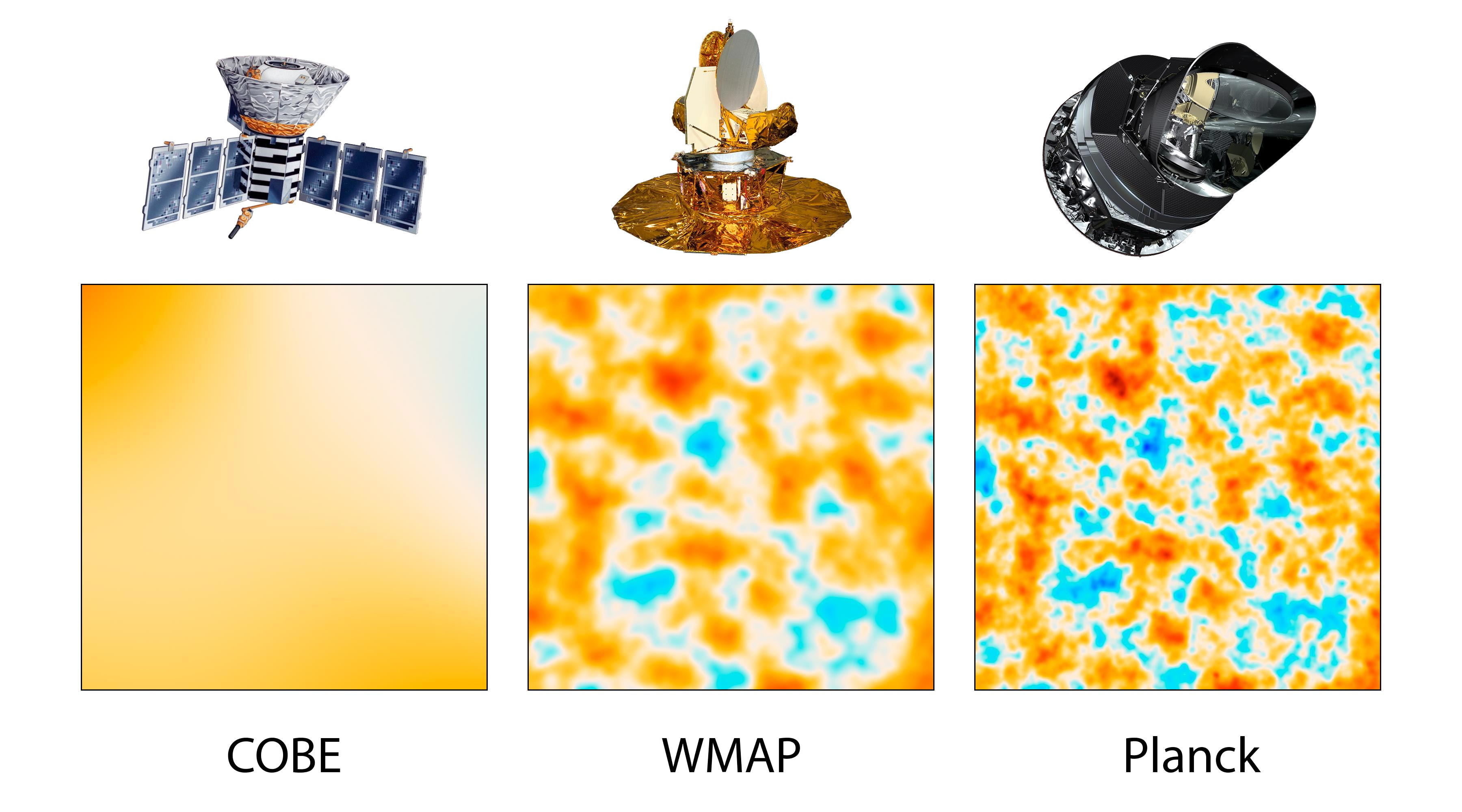
宇宙微波背景輻射的结果比较，从COBE, WMAP和普朗克卫星记录在1989年-2013年的进步。

我們大部分的現有的知識是在20世紀獲得的。通過使用攝影的幫助下，昏暗物體被觀察。我們的太陽被認為是由超過1010顆星（100億顆恆星）星系的一部分。
隨著大量天文數據的積累，像哈佛計算員這樣的團隊聲名鵲起，使得許多此前只能作為男性天文學家助手的女性天文學家獲得了該領域的認可。美國海軍天文台和其他天文研究機構僱用了人類“計算員”，他們執行繁瑣的計算，而科學家則進行需要更多背景知識的研究。 
這段時期的許多發現最初都是由女性「計算員」注意到的，並報告給她們的上司。亨丽爱塔·斯万·勒维特發現了造父變星的周期-光度關係，並進一步將其發展成為一種測量太陽系外距離的方法。
安妮·坎農是哈佛大學電腦系的資深人士，她在20世紀初開發了現代版本的恆星分類方案（O B A F G K M，基於顏色和溫度），她在一生中手動分類的恆星比任何人都多（約35萬顆）。二十世紀，恆星科學研究取得了越來越快的進展。卡爾·史瓦西發現，可以透過比較視星等和照相星等來確定恆星的顏色，進而確定其溫度。光電光度計的發展使得能夠精確測量多個波長間隔的量級。1921年，阿爾伯特·邁克生首次使用威爾遜山天文台胡克望遠鏡上的干涉儀測量恆星直徑。
二十世紀最初幾十年出現了有關恆星物理結構的重要理論研究。1913年，赫羅圖的出現，推動了恆星天文物理學的研究。1906年，丹麥天文學家埃納·赫茨普龍在波茨坦發表了第一張這些恆星的顏色與光度關係圖。這些圖表顯示出了突出且連續的恆星序列，他將其命名為主序列。在普林斯頓大學，亨利·諾利斯·羅素繪製了這些恆星的光譜類型與絕對星等的關係圖，發現矮恆星遵循著獨特的關係。這使得我們能夠以合理的精度預測矮星的真實亮度。已經發展出成功的模型來解釋恆星的內部結構和恆星的演化。塞西莉亞·佩恩-加波施金在1925年的博士論文中首次提出恆星主要由氫和氦組成。隨著量子物理學的進步，我們對恆星光譜的了解也越來越深入。這使得恆星大氣的化學成分能夠被確定。隨著1930年代恆星演化模型的發展，本特·斯特龙根引入了赫羅圖這一術語來表示光度-光譜類別圖。1943年，威廉·威爾遜·摩根和菲利普·柴爾茲·基南（Philip Childs Keenan）發表了完善的恆星分類方案。
銀河系作為一個獨立的恆星群的存在，直到20世紀才被證實，同時證實了「外部」星系的存在，不久之後，我們看到大多數星系遠離我們，宇宙正在膨脹。1920年代，哈羅·沙普利和希伯·柯蒂斯之間的「世紀天文大辯論」涉及銀河系的性質、螺旋星雲和宇宙的尺寸。

### 引用
1. ↑  《剑桥插图天文学史》
2. ↑  MacDonnell, Joseph. . Fairfield University.   [2006-10-02]. （原始内容存档于2011-07-21）.
3. ↑  Aitken, Robert G. . New York: Dover Publications Inc. 1964: 66. ISBN 978-0-486-61102-0.
4. ↑  . October 30, 2004. （原始内容存档于October 30, 2004）.
5. ↑  Ivan Hubeny; Dimitri Mihalas. . Princeton University Press. 26 October 2014: 23. ISBN 978-0-691-16329-1.
6. ↑  . December 14, 2009.
7. ↑  Michelson, A. A.; Pease, F. G. . Astrophysical Journal. 1921, 53 (5): 249–259. Bibcode:1921ApJ....53..249M. PMC 1084808 . PMID 16586823. S2CID 21969744. doi:10.1086/142603.
8. ↑  . University of California.   [2013-02-21]. （原始内容存档于2005-03-18）.
9. ↑  Unsöld, Albrecht.  5th. New York: Springer. 2001: 180–185, 215–216. ISBN 978-3-540-67877-9.
10. ↑  Weaver, H. F. . US National Academy of Sciences.   [January 5, 2007]. （原始内容存档于December 24, 2013）.

## 外部連結
- Astronomiae Historia / History of Astronomy （页面存档备份，存于） at the Astronomical Institutes of Bonn University.
- Commission 41 (History of Astronomy) （页面存档备份，存于） of the International Astronomical Union (IAU)
- Society for the History of Astronomy （页面存档备份，存于）
- Mayan Astronomy
- Caelum Antiquum: Ancient Astronomy and Astrology at LacusCurtius
- The Antikythera Calculator (Italian and English versions) - Ing. Giovanni Pastore （页面存档备份，存于）
- Starry Messenger: Observing the Heavens in the Age of Galileo An exhibition from the Beinecke Rare Book and Manuscript Library at Yale University （页面存档备份，存于）
- Mesoamerican Archaeoastronomy （页面存档备份，存于）
- 关于偏差平面和简单平面的说明书 （页面存档备份，存于） 此阿拉伯文手稿的历史可以追溯到1740年。